# Río Chico (Venezuela)
Pour les articles homonymes, voir Chico.
Río Chico est une localité de l'État de Miranda au Venezuela, capitale de la paroisse civile de Río Chico et chef-lieu de la municipalité de Páez.